# Municipio de Jefferson (condado de Polk, Iowa)
Jefferson Township es un municipio (en inglés, county subdivision) del condado de Polk, Iowa, Estados Unidos. Según el censo de 2020, tiene una población de 14 265 habitantes.
Es una subdivisión exclusivamente geográfica, por cuanto el estado de Iowa no utiliza la herramienta de los townships como Gobiernos municipales.

## Geografía
El municipio está ubicado en las coordenadas 41°43′50″N 93°46′13″O / 41.73056, -93.77028 (41.73047, -93.770326). Según la Oficina del Censo de los Estados Unidos, tiene una superficie total de 79.11 km², de la cual 78.01 km² corresponden a tierra firme y 1.10 km² están cubiertos de agua.

## Demografía
Según el censo de 2020, hay 14 265 personas residiendo en la zona. La densidad de población es de 182.86 hab./km². El 90.33% de los habitantes son blancos, el 1.28% son afroamericanos, el 0.13% son amerindios, el 2.90% son asiáticos, el 0.04% son isleños del Pacífico, el 0.80% son de otras razas y el 4.51% son de una mezcla de razas. Del total de la población, el 2.76% son hispanos o latinos de cualquier raza.